# Zobor
Zobor (586,9 m n. m.) je vrch ležící poblíž slovenského města Nitra, správního centra stejnojmenného kraje, a zároveň název nejjižnější části pohoří Tribeč. Zobor leží v nejjižnějším výběžku Chráněné krajinné oblasti Ponitrie.

## Popis

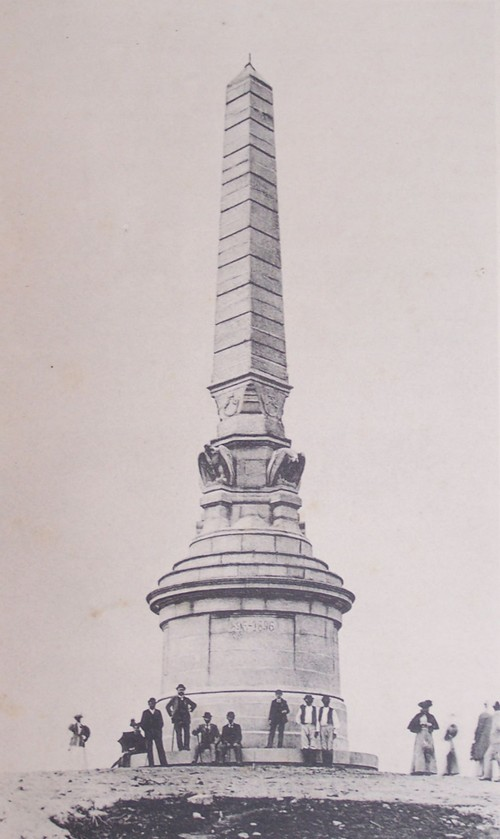
Někdejší podoba tzv. miléniového památníku

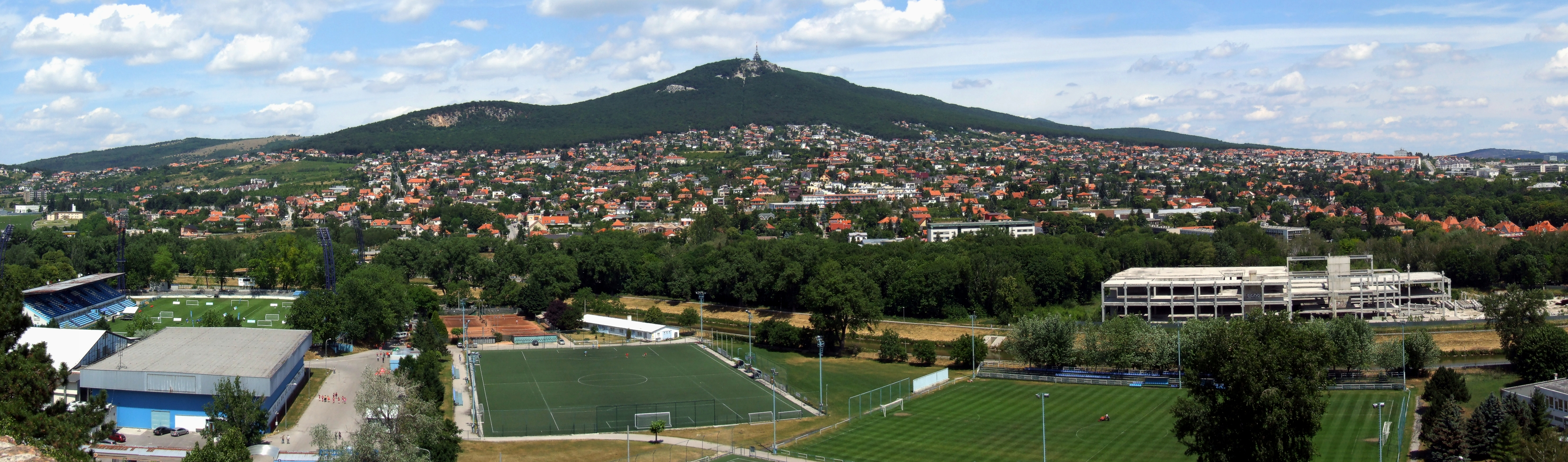
Pohled na Zobor z nitranského hradu

Zobor je nejvyšší vrchol v zoborské skupině pohoří Tribeč nad Podunajskou pahorkatinou a městem Nitra, výška je 586,9 m n. m. Vrchol tvoří městský lesopark, po svazích jsou vinice. Zobor je vyhlídkový bod s viditelností do širokého okolí. 

### Lanovka
Na vrch z Nitry do roku 1994 vedla sedačková lanovka, spuštěná do provozu v roce 1970 s převýšením 317 m. Její zbytky byly srovnány se zemí v roce 2009. Mezitím bylo mnoho plánů na realizaci nové lanovky, ale projekt pokaždé selhal. V roce 2017 přišlo nitrianské biskupství (majitel pozemků) s plánem, postavit novou lanovku, s čím nesouhlasila radnice města a ochranáři.[zdroj?] Tento projekt je momentálně[kdy?] v stádiu přehodnocování. 

### Miléniový památník
Na vrcholku Zobora je pozůstatek z miléniového památníku z roku 1896, kterého vrchní část byla zničena na pokyn kanceláře československých legií v únoru 1921.[zdroj?] Z původní stavby se zachoval jenom podstavec. Kromě pozůstatků památníku je na Zoboru vysílač Zobor (Pyramída), který pokrývá město a široké okolí televizním a rozhlasovým signálem. Zobor je oblíbeným místem pro turistiku a sport. Nachází se tady dalekohled i můstek pro paragliding. 

### Archeologické lokality

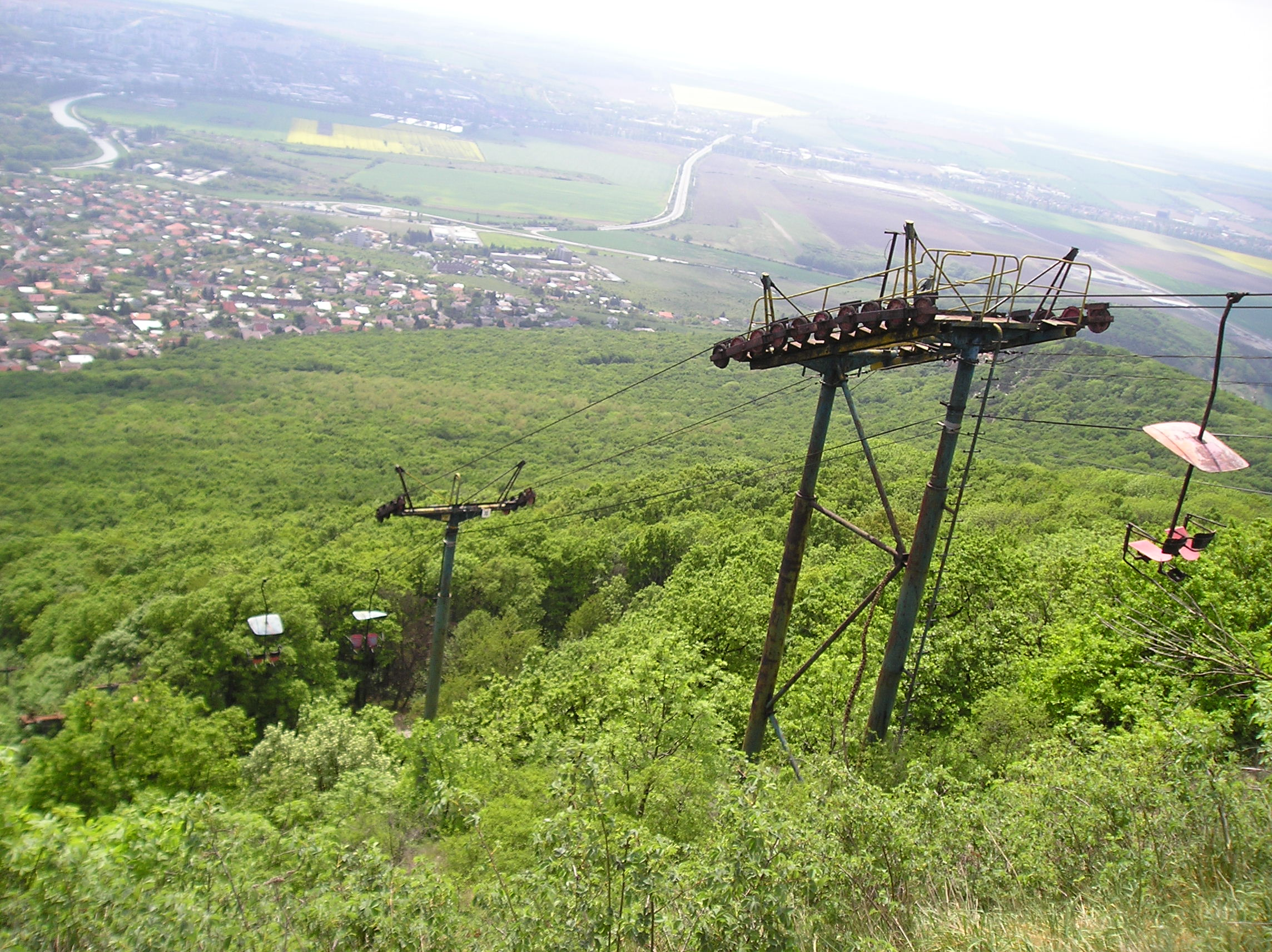
Zaniklá lanovka na snímku z r. 2007

Na Zoboru je několik archeologických nalezišť. Pravděpodobně od konce 9. století tu stál klášter benediktinů, zachovaly se i zbytky hradiště. K roku 1111 je tu doložená škola, která je nejstarší doloženou školou na Slovensku.